# Summit OSN pro klimatickou akci 2019

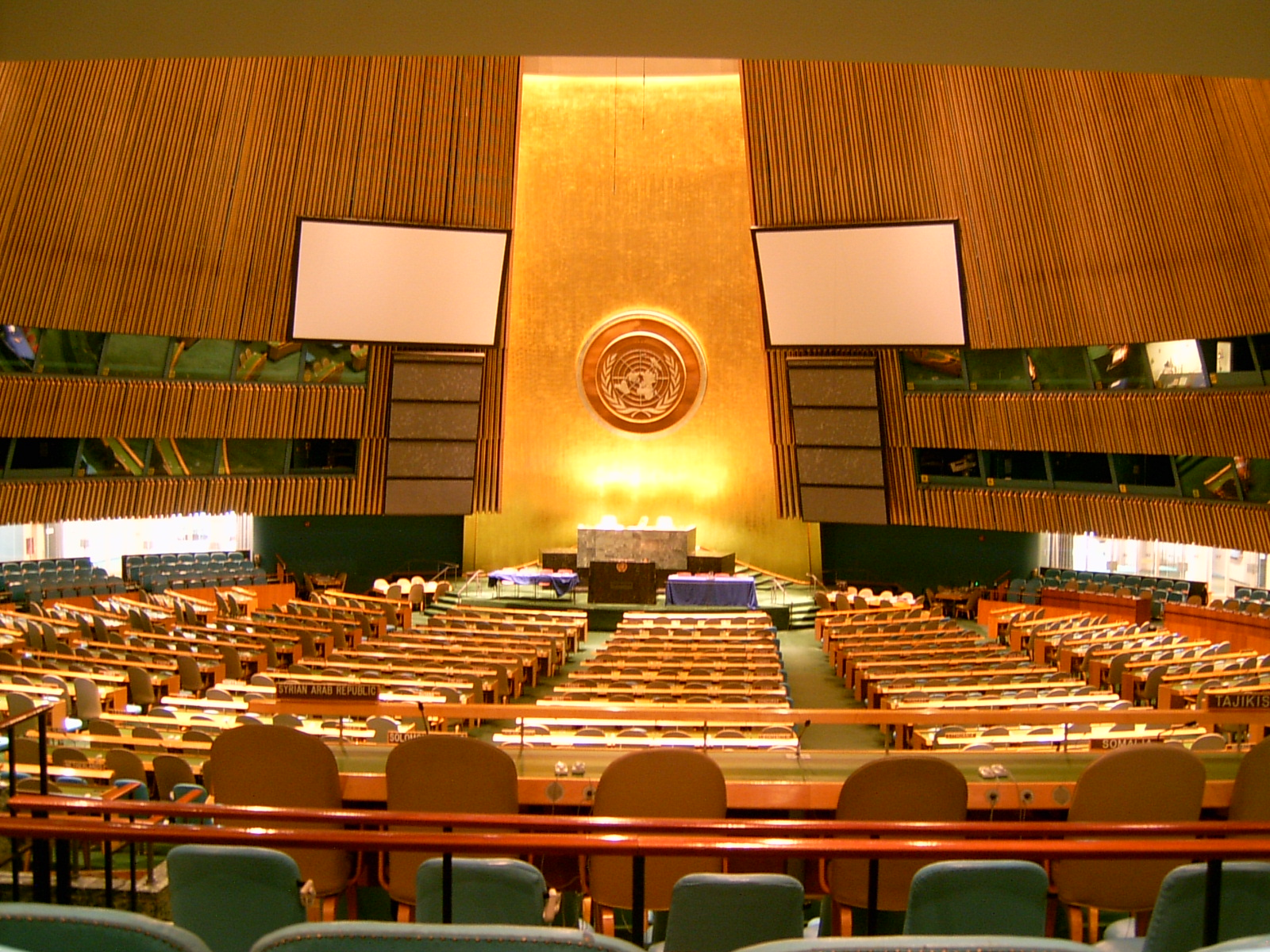
Hlavní jednací sál Organizace spojených národů v New Yorku

Summit OSN pro klimatickou akci, též Klimatický summit OSN 2019 se konal dne 23. září 2019 v Organizaci spojených národů (OSN)  v New Yorku, pod heslem "Závod, který můžeme vyhrát, závod který musíme vyhrát". Svolal ho Generální tajemník OSN Antonio Guterres, aby zmobilizoval politickou a ekonomickou energii na nejvyšší úrovni s cílem urychlit opatření v oblasti klimatu, která umožní realizaci mnoha cílů Agendy udržitelného rozvoje do roku 2030. Na summit o změně klimatu byli pozváni představitelé všech členských zemí OSN „s cílem urychlit provádění Pařížské dohody o změně klimatu“ a řešit problémy spojené se globálním oteplováním. Důraz je kladen na partnerství mezi národy, společnostmi, městy a občanskou společností. Cílem summitu je podpora realizace závazků Pařížské dohody a stimulace politiky udržitelného rozvoje.

## Tematické oblasti
Summit byl rozdělen do 9 tematických oblastí: 
1. sociální a politické hnací síly změn;
2. přechod na obnovitelnou energii;
3. průmysl;
4. infrastruktura, města a místní akce;
5. řešení založená na přírodě;
6. odolnost a adaptace;
7. mitigace;
8. financování a stanovení ceny uhlíku; a
9. mobilizace mládeže a občanů.[1]

## Podmínky vystoupení zástupců států

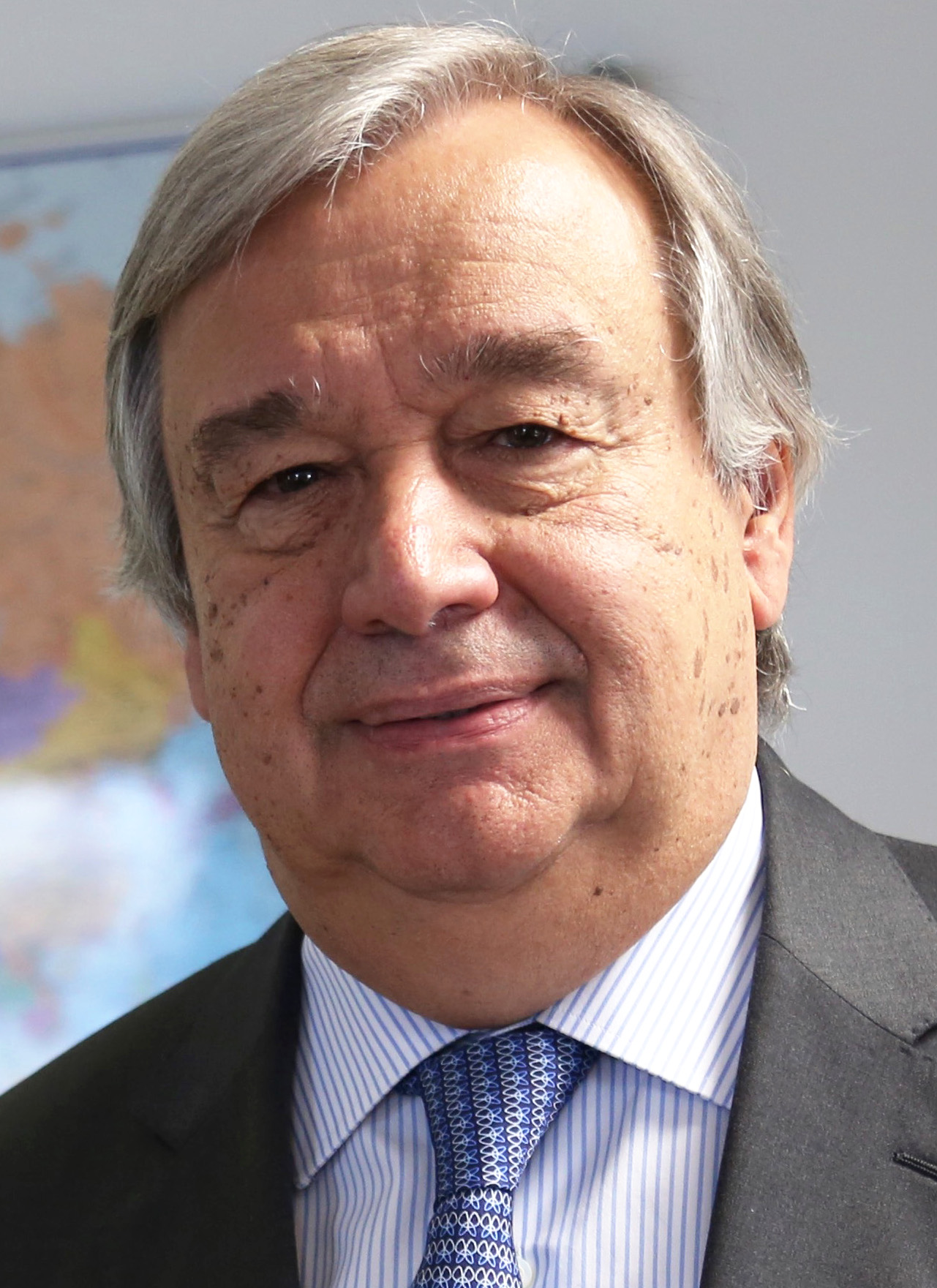
Generální tajemník OSN António Guterres

"Nejezděte na klimatický summit s projevem – přivezte plán", řekl Generální tajemník OSN Antonio Guterres hlavám států a vlád v měsících před summitem a  na plenárním zasedání mohli mluvit pouze zástupci států, regionů a firem, kteří se řídili jeho pokyny. Aby země získala místo na projev, musela se, podle činitelů OSN, zavázat k provedení jedné ze tří věcí:
- že do roku 2050 bude uhlíkově neutrální;
- že „výrazně“ zvýší, závazek ke snížení národních emisí (Nationally Determined Contribution);
- že učiní „smysluplný“ příslib příspěvku do Zeleného klimatického fondu, fondu peněz poskytnutých bohatými zeměmi, aby pomohly rozvojovým zemím zbavit se fosilních paliv a zvýšit svou odolnost proti změně klimatu.

Šedesát zemí, regiony, ale i firmy a finanční instituce oznámily na Summitu další kroky ke snížení emisí a podpoře obyvatel nejvíce ohrožených klimatickou krizí. Mezi tyto země patří Francie, řady dalších evropských zemí, malé ostrovní státy, Slovensko a Indie. Každý z vystupujících měl na vystoupení pouze tři minuty. Za Slovensko vystoupila prezidentka Zuzana Čaputová se závazky k odstavení uhlí z výroby elektřiny do roku 2023 a o uzavírání lomů v oblasti Horní Nitry. 
Vedoucí české delegace Andrej Babiš nevystoupil - zdůvodnil to následujícími slovy „Nám bylo řečeno, že pokud budeme mít nějaký velice ambiciózní projev, tak prostor dostaneme, pokud ne, tak ho nedostaneme.“ Český premiér také odmítavě zareagoval na možnost zřízení mezinárodního fondu na boj s klimatem, ze kterého by čerpaly chudší země, jak navrhují mimo jiné Indie nebo Čína. Řekl „Nevidím důvod, proč bychom přispívali. My budeme potřebovat desítky, možná stovky miliard, abychom řešili klimatické změny u nás. Musíme transformovat energetiku, investovat do jádra, vysadit až 18 miliard stromků, zadržovat vodu v krajině“

## Průběh summitu
Summit otevřel generální tajemník OSN António Guterres a mimo jiné řekl "Tohle není summit pro debatu o klimatu, ani pro jednání o klimatu, protože o přírodě nemůžete vyjednávat. Tohle je summit pro akci". V úvodní části vystoupili také tři zástupci mládeže, mezi nimi také Greta Thunbergová. Thunbergová ve svém velmi emotivním vystoupení reagovala na skutečnost, že neočekávala, že by summit přinesl nějaké radikální nové plány na omezení emisí skleníkových plynů.
Na summitu vystoupila také slovenská prezidentka Zuzana Čaputová jako jedna z mála zástupců východní Evropy. Ve své řeči také řekla: "„Máme dluh vůči planetě a musíme změnit náš životní styl. Úspěšné to ale bude jen tehdy, když se zvýší blahobyt všech lidí, i těch nejzranitelnějších".
Německá kancléřka Angela Merkelová ve svém vystoupení přislíbila dvojnásobné navýšení příspěvku do Zeleného klimatického fondu na pomoc méně rozvinutým zemím v boji s klimatickými změnami a představila také novou německou strategii na boj s klimatickou změnou.
Také Britský premiér Boris Johnson oznámil, že Spojené království zdvojnásobí příspěvky do rozvojových programů na celkem 11,6 mld. liber během následujících 5 let.

## Hodnocení výsledků summitu
I když od summitu nebyly očekávány žádné převratné výsledky, komentátoři hodnotí jeho výsledky jako velmi slabé. Přesto byly představeny některé nové zajímavé iniciativy, především z finančního sektoru a také hodnotné závazky přinesly některé malé státy. Rozpaky budí především to, že ani jedna ze tří zemí, které nejvíce rozvíjejí dobývání uhlí - Indie, Čína a Turecko - byly sice pozvány k vystoupení, ale žádný závazek nepřinesly.

## Klimatický summit mládeže

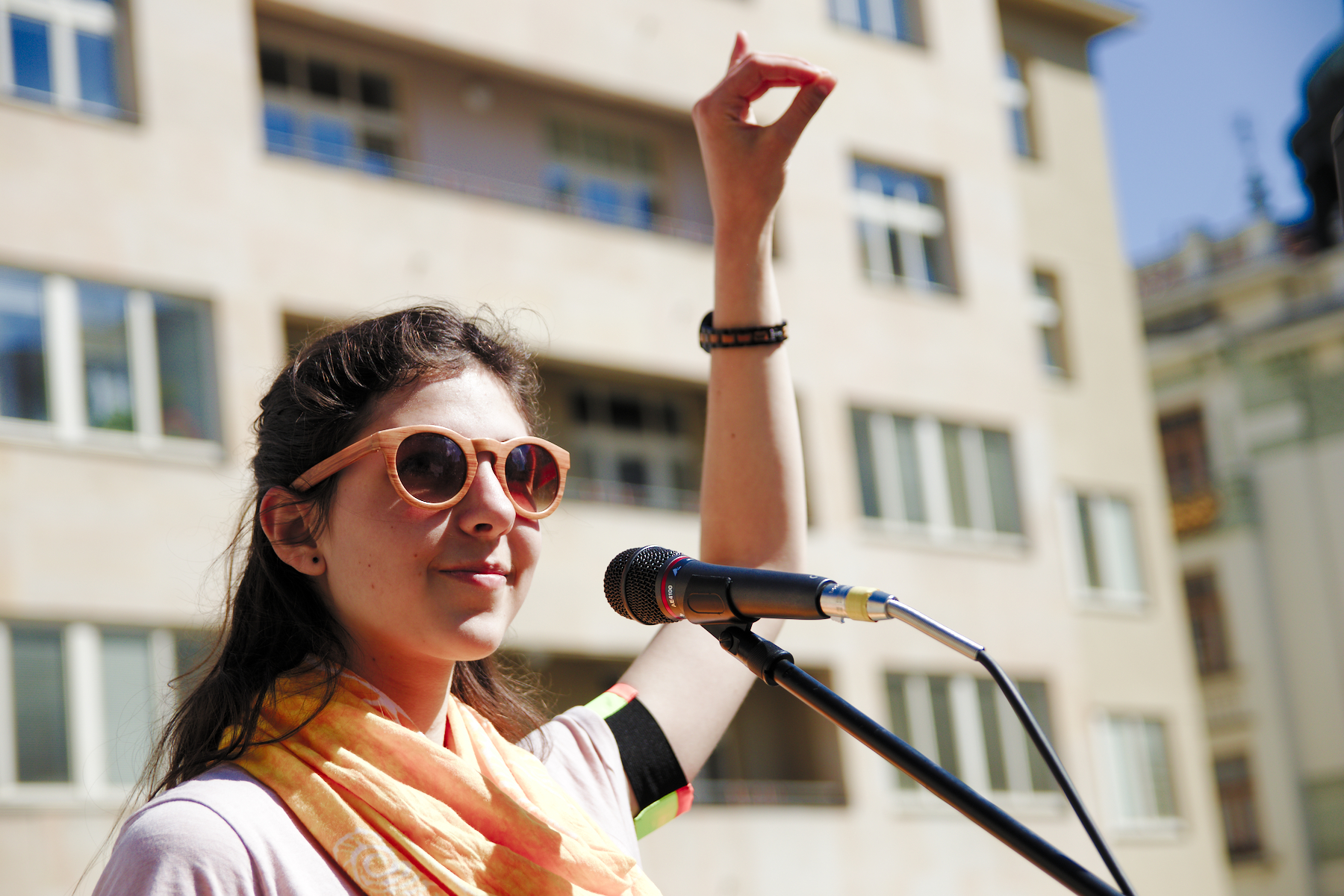
Zástupkyně mládeže za Českou republiku Lucie Smolková

Klimatickému summitu předcházel v sobotu 21. září 2019 Klimatický summit mládeže, na kterém vystupovali řečníci z řad mládeže. Dle stránek Klimatického summitu OSN to byl "Klimatický summit mládeže – první summit OSN o klimatu pro mladé lidi – poskytne platformu pro mladé vůdce, aby mohli představit svá řešení a smysluplně se zapojili do rozhodovacích procesů. Tato historická událost se bude konat jako součást týdnu akcí, které povedou k vrcholnému summitu generálního tajemníka OSN o změně klimatu dne 23. září. Na summitu o klimatu mládeže bude představen celodenní program sdružující mladé aktivisty, inovátory, podnikatele a tvůrce změn, kteří se zavázali řešit globální klimatickou krizi. Bude to akce zaměřené, mezigenerační a inkluzivní a se stejným zastoupením mladých vůdců ze všech oblastí života."
Za Českou republiku se Klimatického summitu mládeže zúčastnily Lucie Smolková z Brna, která dostala tzv. zelenou jízdenku – pozvání OSN a Barbora Kvasničková z České rady dětí a mládeže.